# Joaquim Maria de Nadal i Ferrer
Joaquim Maria de Nadal i Ferrer (Sarrià, 9 d'agost de 1883 - Barcelona, 13 d'abril de 1972) fou un advocat, escriptor i polític català, fill de l'alcalde de Barcelona Josep Maria de Nadal i Vilardaga.

## Biografia
Va néixer a la població de Sarrià, llavors independent, l'agost de 1883, fill de Josep Maria de Nadal i Vilardaga i de la seva esposa, Antònia Ferrer i Nin (1850-1903).
Es llicencià en Dret a la Universitat de Barcelona i aviat es dedicà a la política com a president de la Joventut Monàrquica i impulsor de la Federació Monàrquica Autonomista. També fou president de la Lliga de Defensa Industrial de Barcelona i col·laborà a Diari de Barcelona, La Veu de Catalunya i La Vanguardia.
El 1921 fou escollit regidor de l'Ajuntament de Barcelona per la Federació Monàrquica Autonomista, però durant la dictadura de Primo de Rivera abandonà el grup i ingressà a la Lliga Regionalista (després Lliga Catalana). De 1930 a 1936 fou secretari de Francesc Cambó i a les eleccions generals espanyoles de 1933 fou elegit diputat per Barcelona ciutat. No revalidà l'escó a les eleccions de 1936, i en esclatar la guerra civil espanyola s'exilià a Gènova (Itàlia), on organitzarà l'oficina encarregada de gestionar l'arribada de refugiats catalans i espanyols. Va signar la carta col·lectiva dels principals membres de la Lliga en què donaven suport al règim franquista, i fou peça clau en les activitats de Cambó a favor de les noves autoritats. En acabar la guerra, tornà a Barcelona i es dedicà al periodisme de societat. El 1952 fou nomenat cronista oficial de la ciutat de Barcelona. Va ser vicepresident de l'Ateneu Barcelonès durant la presidència d'Ignasi Agustí i Peypoch, entre 1962 i 1971.
Va morir a Barcelona el 13 d'abril de 1972.

## Obres
- Maria (1905)
- Per les terres de Crist (1926)
- La inquietud oriental (1929)
- Aquella Barcelona (1933) (Premi Concepció Rabell el 1935)
- Novel·la extravagant (1935)
- De tot arreu, Barcelonerías (1942)
- Recuerdos y chismes de la Barcelona ochocentista (1944)
- Las playas del ochocientos (1945)
- Cromos de la vida vuitcentista (1946)
- Un "tros" de Barcelona. Caldetas 1800 (1951)
- Memòries d'un estudiant barceloní (1952)
- Seis años con don Francisco Cambó (1957)
- Memòries (1965)

## Fons personal
El seu fons personal es conserva a l'Arxiu Nacional de Catalunya. El fons aplega la documentació produïda i rebuda per Joaquim Maria de Nadal i Ferrer, en especial durant la Guerra Civil espanyola i el franquisme. Destaca la documentació relativa al seu exili i estada a Sevilla (1936-1939). El fons inclou la relativa a l'herència i gestió del seu patrimoni, sobretot als béns confiscats o immobilitzats durant la Guerra Civil. Aplega escassa documentació relativa a l'activitat professional i associativa. En canvi, és notablement ric pel que fa a l'obra creativa, en especial conferències i articles de premsa, com ara els corresponents a la secció Recuerdos de Medio Siglo, publicada al "Diario de Barcelona" entre 1949 i 1960. Entre altres molts escrits, inclou els esborranys i originals de les seves obres "El Montserrat del ochocientos" (1944), "Cromos de la vida vuitcenista" (1946), "Seis años con don Francisco Cambó" (1957) i "Memòries" (1965). El fons aplega una important sèrie de correspondència emesa i rebuda, on destaquen les cartes amb Francesc Cambó (1932-1936), així com la relativa a diversos viatges. Així mateix, inclou obra original aliena, publicacions periòdiques, documentació impresa, monografies i retalls de premsa.